# Josefa Naval Girbés
Josefa Naval Girbés (Algemesí, 11 dicembre 1820 – Algemesí, 24 febbraio 1893) è stata una catechista spagnola, proclamata beata da papa Giovanni Paolo II nel 1988.

## Biografia
Prima dei sei figli di una coppia di modeste condizioni, ricevette un'educazione elementare e professionale: nel 1833, alla morte della madre, lasciò la sua attività per curare i fratelli.
Diciottenne, fece voto di castità e in seguito iniziò a dedicarsi alla formazione religiosa delle giovani, alle quali insegnava anche i lavori femminili.
Morì nel 1893 dopo una lunga malattia.

## Il culto
Fu beatificata da papa Giovanni Paolo II il 25 settembre 1988.
Il suo elogio si legge nel Martirologio romano al 24 febbraio.